# Stylochaeton borumensis
Stylochaeton borumensis är en kallaväxtart som beskrevs av Nicholas Edward Brown. Stylochaeton borumensis ingår i släktet Stylochaeton och familjen kallaväxter. Inga underarter finns listade.